# Untereinheit 5 des Arp 2/3-Komplexes
Die Untereinheit 5 des Arp 2/3-Komplexes, verkürzt p16-ARC oder auch nur p16 (wegen der molaren Masse von rund 16 kDa) ist ein Strukturprotein und bildet zusammen mit sechs weiteren Proteinen den Arp 2/3-Komplex. Das Protein wird vom Gen ARPC5 auf dem ersten Chromosom des Menschen codiert.

## Funktion
Die Untereinheit 5 des Arp 2/3-Komplexes interagiert mit den Proteinen Arp2, Arp3, p21, p20, p34 und p40 und bildet mit ihnen zusammen den Arp 2/3-Komplex, der eine wichtige Rolle bei der Bildung von Aktinfilamenten aus G-Aktin spielt. Der Komplex fungiert nämlich als Zentrum für die weitere Aktinnukleation, indem er mit den beiden Untereinheiten Arp 2 und 3 ein Aktin-Dimer nachahmt, dabei aber stabiler als das Dimer selbst ist. Die exakte Rolle der Untereinheit 5 in diesem Komplexes oder andere Funktionen dieses Proteins sind jedoch noch nicht bekannt.